# Кашапов, Закария Кашапович
Закария Кашапович Кашапов (1923—2000) — советский работник сельского хозяйства, механизатор, Герой Социалистического Труда.

## Биография
Родился 14 июня 1923 года в деревне Баланны Муслюмовского района Татарской АССР.
В возрасте восьми лет Закария остался без отца и ему пришлось начать работать, чтобы помочь матери прокормить семью. После окончания семилетки, находящейся в соседней деревне Татарский Шуган, он стал плотником в родном колхозе. Затем поступил в сельскохозяйственный техникум в селе Ключищи, но, не окончив и года обучения, уехал из на заработки в Донбасс — город Чистяково Донецкой области, где стал работать на шахте. Для повышения образования учился в ФЗУ и в 1940 году начал работать шахтером-бурильщиком.
С началом Великой Отечественной войны Кашапов вернулся на родину, окончил курсы трактористов и стал работать механизатором в колхозе «Маданият». Вскоре был призван в Красную армию, прошел обучение в городе Горьком и стал механиком-водителем танка Т-34. Воевал на Брянском и Прибалтийском фронтах, дошел до Берлина.
Вернувшись 1947 году на родину, Закария Кашапович трудился в Муслюмовской машинно-тракторной станции, затем — в совхозе «Муслюмовский» бригадиром тракторной бригады. Позже стал работать комбайнером в отделении «Баланны» совхоза «Михайловский» — вплоть до ухода на заслуженный отдых в 1983 году.
Умер З. К. Кашапов в 2000 году.
В фондах Главного архивного управления при Кабинете Министров Республики Татарстан находятся документы, относящиеся к Кашапову. В школьном музее села Баланны имеется «Уголок Героя», где находятся его боевые и трудовые награды, грамоты, благодарственные письма.

### Семья
С 1949 года Закария Кашапович был женат. Жена — Рахиля тоже работала на комбайне в Муслюмовской МТС. Вместе они вырастили четырех девочек и одного мальчика.

## Награды
- В 1962 году, как одному из лучших механизаторов, было присвоено звание ударника коммунистического труда.
- В 1965 году за успехи, достигнутые на уборке урожая, был премирован мотоциклом «Урал».
- 23 июня 1966 года З. К. Кашапову было присвоено звание Героя Социалистического Труда с вручением ордена Ленина (за трудовой вклад в увеличение производства и заготовок продукции земледелия, достижения в высокопроизводительном использовании техники).
- За военные подвиги был награждён орденом Отечественной войны I степени и медалями, среди которых «За отвагу».[1]